# Les Mille et Une Nuits (film, 1961)
Pour les articles homonymes, voir Les Mille et Une Nuits (homonymie).
Pour plus de détails, voir Fiche technique et Distribution.
Les Mille et Une Nuits (Le meraviglie di Aladino) est un film italo-franco-américain réalisé par Mario Bava et Henry Levin, sorti en 1961.

## Synopsis
Aladin, un jeune homme particulièrement benêt, vit à Bagdad avec sa mère. Pauvre, il ne rêve que de grandeur et de faste, ne voyant même pas que la belle Djalma est amoureuse de lui. En voulant vendre au marché une vieille lampe, il en profite pour chaparder. Découvert, il doit fuir les commerçants tous assemblés pour le poursuivre. Après une fuite effrénée, il est coincé dans un réduit. Involontairement, il active la lampe et délivre son génie. qui lui accorde trois vœux ; il utilise le premier pour échapper aux commerçants. Lors d'un voyage pour le mariage du prince Moluk avec Zaina, où l'accompagnent ses amis Omar et Djalma, la caravane avec laquelle ils voyagent est attaquée ; Aladin et Omar sont capturés par une troupe d'Amazones. Grâce au génie, ils s'échappent.
Entre-temps, à Bassorah, Moluk a été éliminé par son rival maléfique, le Grand Vizir - Zaira doit maintenant l'épouser. Aladin et Omar parviennent à découvrir le jeu, mais doivent utiliser leur dernier souhait pour battre les partisans du Grand Vizir qui se battent avec acharnement. Finalement, le couple royal enfin réunis octroie un grande somme d'argent à Aladin et lui permet de vivre son amour avec Djalma.

## Fiche technique
- Titre français : Les Mille et Une Nuits[1]
- Titre original italien : Le meraviglie di Aladino[2]
- Titre anglais : The Wonders of Aladdin
- Réalisation : Mario Bava et Henry Levin, assisté d'Alberto Cardone
- Scénario : Luther Davis, Francesco Prosperi, Silvano Reina, Stefano Strucchi, Duccio Tessari et Marco Vicario
- Photographie : Tonino Delli Colli
- Montage : Gene Ruggiero
- Musique : Angelo Francesco Lavagnino
- Décors : Flavio Mogherini
- Effets spéciaux : Mario Bava
- Costumes : Giorgio Desideri
- Maquillage : Eligio Trani
- Production : Riccardo Gualino, Massimo Patrizi, Pierre Gurgo-Salice
- Sociétés de production : Lux Film, Compagnie Cinématographique Lux, Embassy International Pictures
- Pays de production :  Italie -  France -  États-Unis
- Langue originale : italien
- Format : Couleurs - 2,35:1 - Mono Cinemascope
- Genre : Comédie fantastique
- Durée : 99 minutes
- Date de sortie : 
  - Italie : 31 octobre 1961
  - États-Unis : 13 décembre 1961
  - France : 21 février 1962
- Affiche : Jean Mascii (France)

## Distribution
- Donald O'Connor (VF : Serge Lhorca) : Aladdin
- Noëlle Adam (VF : Martine Sarcey) : Djalma
- Vittorio De Sica (VF : Roger Tréville) : Génie
- Aldo Fabrizi (VF : Serge Nadaud) : Sultan
- Michèle Mercier (VF : elle-même) : Princesse Zaina
- Milton Reid (en) (VF : Jean Violette) : Omar
- Mario Girotti (VF : Hubert Noël) : Prince Moluk
- Fausto Tozzi (VF : Bernard Noël) : Grand Vizir
- Marco Tulli : le Fakir
- Raymond Bussières (VF : Lui-même) : le Magicien et l'astrologue
- Ignazio Leone  (VF : Jean-Henri Chambois) : le père de Djalma
- Franco Ressel  (VF : Lucien Bryonne) : le lieutenant du vizir
- Anna Maria Surdo : la reine des amazones
- Anita Todesco : une amazone
- Ivy Holzer : une amazone
- Aldo Canti : un acrobate
- Tom Felleghy : le médecin
- Omero Capanna (it) : Muzda
- Adriana Facchetti : la mère d'Aladin
- Giovanna Galletti : la sage-femme
- Vittorio Bonos : la marchand de la lampe
- Alberto Farnese : le chef des bandits

## Production
Donald O'Connor a signé son contrat pour jouer dans le film en octobre 1960. O'Connor confie : « L'histoire des Mille et Une Nuits a été adaptée par tout le monde, mais c'est la première fois qu'il s'agit d'une comédie ». Les Mille et Une Nuits est produit de concert avec deux autres films mettant Steve Reeves en vedette : Capitaine Morgan et Le Voleur de Bagdad. Le producteur Joseph E. Levine, le décorateur Flavio Mogherini, le chef opérateur Tonino Delli Colli et l'artiste des effets spéciaux Mario Bava ont travaillé sur les trois films ; Levine a vendu leurs droits de distribution mondiaux à la Metro-Goldwyn-Mayer. Vittorio De Sica a joué un petit rôle. Cela n'a duré qu'une semaine, mais l'acteur a déclaré que c'était « très fatigant à cause des trucages ».
Le film a été tourné en dix semaines à Kairouan en Tunisie et au studio Titanus à Rome. Le tournage a commencé en décembre 1960. Le gouvernement tunisien était désireux d'attirer des cinéastes dans la région et leur a apporté une aide considérable, notamment en mettant à disposition du tournage des soldats de l'armée tunisienne. Selon le biographie Tim Lucas, le tournage a été passablement troublé. L'utilisation de la grande mosquée de Kairouan comme lieu de tournage, chose pourtant permise par le gouverneur Amor Chachia, a provoqué une violente révolte qui a conduit au meurtre de cinq personnes, suivi du meurtre d'un agent de sécurité de l'ambassade américaine qui avait autorisé le tournage. Lucas note que Bava lui-même avait de nombreuses lances pointées sur sa tête pendant l'attaque, qu'il considérait comme le moment le plus effrayant de sa vie. O'Connor a déclaré alors « À partir de maintenant, je ne ferai plus que des comédies de salon », a déclaré O'Connor, « et le seul lieu de tournage que je choisirai sera mon jardin ». D'autres incidents plus mineur incluent un tremblement de terre de moyenne intensité qui s'est déroulé en plein tournage. Un jour de décembre, l'acteur Donald O'Connor a été victime lors du tournage d'une scène d'action d'une hémorragie au niveau de la gorge et a dû être transporté d'urgence à l'hôpital. En janvier, Donald O'Connor, Vittorio De Sica et Noëlle Adam franchissent accidentellement la frontière tunisienne pour entrer en Algérie, à 30 km au sud de Tozeur, alors qu'ils effectuaient des repérages dans le désert du Sahara et sont arrêtés. Ils sont détenus pendant trois heures, puis ramenés à l'unité de tournage,. Le tournage s'achève en mars 1961.
Selon le cadreur Marcello Gatti, Henry Levin a réalisé « 80 % » des Mille et Une Nuits, tandis que les contributions de Bava sur le plateau consistaient à diriger la seconde équipe et à superviser les effets spéciaux du film. Étant donné que Bava était également chargé de la postproduction du film en Italie, notamment de son doublage, les copies italiennes et françaises portent la mention « Un film de Henry Levin, mise en scène de Mario Bava ».

## Accueil critique
Selon Jean-François Dickeli dans culturaupoing.com, « Comme il l’a fait précédemment pour Les Vampires, [Mario Bava] s’accapare l’œuvre. Il y injecte un mauvais esprit et un humour noir éloignés de son postulat de programme familial. [...] l’opposition entre les directions de Michèle Mercier, femme fatale et sensuelle, et O’Connor, clown puéril et désexualisé, renvoie, selon les auteurs de Mario Bava : le magicien des couleurs, à un affrontement entre le puritanisme américain propre à ce genre de production, et l’hédonisme italien. Deux visions du cinéma qui se mêlent et s’opposent au cœur d’une œuvre hybride, comme le sera le suivant Hercule contre les vampires, mené par un duo de réalisateurs vite déséquilibré tant l’un parvient, par son style immédiatement reconnaissable, à prendre le dessus. S’il n’est pas l’une de ses réussites majeures, Les Mille et Une Nuits demeure un film significatif dans la carrière de Mario Bava. Une sorte de terrain de jeu où s’exprime en germe tout son talent ».
Sur homepopcorn.fr, Morgan Iadakan estime que « le film, s’il n’est pas une éclatante réussite (la faute à un script paresseux et déséquilibré, trop réécrit par trop d’intervenants, qui multiplie les excroissances non résolues et bâcle son final), fascine au moins autant qu’il ne déconcerte par sa patine irrégulière – voire, par moments, nous hypnotise grâce aux atmosphères hors du temps du « style Bava » qui, pour le coup, ne doivent à peu près rien au scénario en question ».